# شيتينانو
شيتينانو هو كومون (البلدية) في مقاطعة أريتسو في إيطاليا منطقة توسكانا، تقع حول 50 كيلومتر (31 ميل) شرق فلورنسا و عن 20 كيلومتر (12 ميل) شمال أريتسو. اعتبارا من 31 ديسمبر 2004 ، كان عدد سكانها 996 نسمة ومساحة 14.7 كيلومتر مربع (5.7 ميل2).
حدود شيتينانو البلديات التالية: كابريزي مايكل أنجلو، تشيوسي ديلا فيرنا، سوبيانو.